# Carlos Fangueiro
Carlos Fangueiro, né le 19 décembre 1976 à Matosinhos, est un footballeur portugais reconverti entraîneur.

## Biographie

### En tant qu'entraîneur
De 2020 à 2023, Il dirige le F91 Dudelange avec qui il remporta la BGL Ligue en 2021-2022.

## Palmarès

### En tant que joueur
Avec le SC Beira-Mar :
- Champion de Liga Portugal 2 en 2009 - 2010

Avec le  Hanoi Football Club :
- Champion de V-League en 2010

### En tant qu'entraîneur
Avec le F91 Dudelange :
- Vice-Champion de BGL Ligue en 2020 - 2021
- Champion de BGL Ligue en 2021 - 2022
- Finaliste de la Coupe du Luxembourg en 2022

### Distinctions personnelles
- Dribble d'argent de l’entraîneur de la saison 2020 - 2021 en BGL Ligue[1].
- Dribble d'or de l’entraîneur de la saison 2021 - 2022 en BGL Ligue[2].
- Dribble de bronze de l’entraîneur de la saison 2022 - 2023 en BGL Ligue[3].